# Tropheus polli
Tropheus polli ist eine afrikanische Buntbarschart, die endemisch in einem kleinen Gebiet an der zentralen Ostküste des ostafrikanischen Tanganjikasee vorkommt. Die Art wurde nach Max Poll benannt, einem belgischen Ichthyologen.

## Merkmale

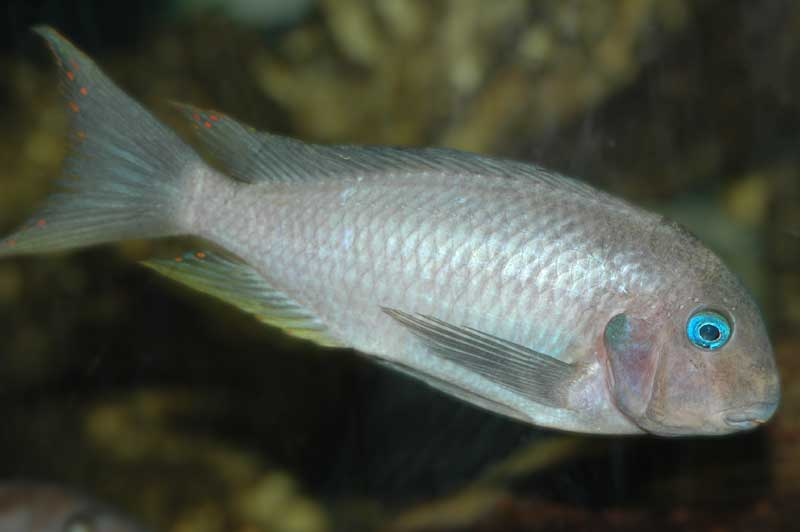
Männchen

Tropheus polli hat einen relativ langgestreckten, seitlich abgeflachten Körper und wird 14 bis 16,5 cm lang. Von allen Buntbarschen der Gattung Tropheus ist T. polli damit die größte. Männchen sind graubraun mit einem je nach Stimmung mehr oder weniger deutlich sichtbaren himmelblauen oder grünlichen Schimmer und zeigen acht bis neun blasse Querstreifen, die sich mit zunehmendem Alter verlieren. Weibchen sind dunkler und ihre Querstreifung bleibt auch im Alter erhalten. Die Augen der Fische haben eine auffällige hellblaue Iris. Die Schwanzflosse ist halbmondförmig und ungemustert.
- Flossenformel: Dorsale XX–XXI/7–8, Anale IV/7–8.[2]
- Schuppenformel: mLR 30–33.[2]

## Lebensweise
Tropheus polli lebt zwischen Steinen und Felsen in Ufernähe nur selten in Tiefen von mehr als 6 oder 7 Metern und ernährt sich vom Aufwuchs. Im Unterschied zu den meisten anderen Buntbarschen des Tanganjikasees sind die Fische Maulbrüter.